# Fiona Dewaele
Fiona Dewaele (Kortrijk, 29 januari 1986) is een Belgisch fotomodel. Ze studeerde Letteren en Wijsbegeerte (Nederlands en Engels) aan de Katholieke Universiteit Leuven. Zij studeerde ook Middeleeuwse Studies en Engelse literatuur aan de University of Cambridge.
In 2009 werd ze verkozen tot meest sexy vegetariër van Europa (wedstrijd ingericht door PETA) en tot  Miss Tourism Queen Belgium.
Dankzij de bijhorende media-aandacht stond ze ook op de cover van P-Magazine (7 april 2009) en op de lijst van Groen! bij de Vlaamse verkiezingen 2009 (14de opvolger kieskring West-Vlaanderen).
Van 2011 tot 2015 werkte zij als Finance Manager voor R.M. Vinck, en werd vervolgens van 2015 tot 2018 Marketing Manager Benelux voor JCB. 
Sinds 2017 geeft Fiona Dewaele ook  gastcolleges aan Vlerick Business School gewijd aan Brand management.